# Rafaël
Rafaël és una pel·lícula dramàtica neerlandesa del 2018 dirigida per Ben Sombogaart. La pel·lícula està basada en el llibre homònim de Christine Otten. El juliol de 2018, va ser una de les nou pel·lícules preseleccionades per ser la candidatura neerlandesa a la millor pel·lícula de parla no anglesa als 91ns premis Oscar, però no va ser seleccionada. S'ha doblat al català per La 2, que va emetre-la el 6 d'octubre de 2022.

## Repartiment
- Mehdi Meskar com a Rafael
- Melody Klaver com a Kimmy
- Nabil Mallat com a Nazir